# Ordine della Corona di Jugoslavia
L'Ordine della Corona di Jugoslavia venne istituito il 5 aprile 1930 dal Re Alessandro I di Jugoslavia per commemorare il cambio del nome del proprio regno da Regno dei Serbi, Croati e Sloveni in Regno di Jugoslavia. Egli era asceso al trono nel 1921. Durante la crisi politica del 1929 il forte movimento separatista forzò il re a sospendere temporaneamente la costituzione dello stato dichiarando un direttorio e ponendo grande enfasi sull'unità nazionale, che portò alla nascita dello stato di Jugoslavia.

## Classi e criteri di conferimento
L'ordine era suddiviso in cinque classi:
- Cavaliere di I Classe
- Cavaliere di II Classe
- Cavaliere di III Classe
- Cavaliere di IV Classe
- Cavaliere di V Classe

L'ordine veniva concesso ai cittadini che si fossero distinti nell'unificazione nazionale o al servizio della Corona o dello Stato nel servizio pubblico, ma poteva anche essere concesso a personalità straniere che erano state vicine allo stato. L'Ordine della Corona si poneva come superiore all'Ordine di San Sava e poteva essere conferito esclusivamente dal Re.

## Insegne
- L'insegna dell'ordine consiste in una medaglia a croce piumata e smaltata di bianco, unita da una corona d'alloro smaltata di verde, al cui centro sta un medaglione smaltato di bianco e bordato d'oro, caricato con la Corona di Serbia.
- Il nastro dell'Ordine è blu.